# 153 Hilda
153 Hilda je relativno veliki asteroid u vanjskom dijelu glavnog pojasa. Građen je od primitivnih karbonata, što ga čini vrlo tamnim.
Hilda je glavni asteroid u obitelji asteroida Hilde. Ova grupa ne čini obitelj jer asteroidi nemaju zajedničko podrijetlo, već su grupirani zbog orbitalne rezonancije 2:3 s Jupiterom. U svezi s time su i kometi kvazi-Hildine obitelji.
Do danas je zabilježena jedna okultacija zvijezde ovim asteroidom, 11. prosinca 2002., a promatrana je iz Japana.
Krivulja sjaja je vrlo ravna, što upućuje na sferni oblik asteroida.
Asteroid je 2. studenog 1875. iz Pule otkrio Johann Palisa.
… | 152 Atala | 153 Hilda | 154 Bertha | …